# Zoltán Wahl
Zoltán Wahl (* 27. April 2000) ist ein ungarischer Leichtathlet, der sich auf den Sprint spezialisiert hat.

## Sportliche Laufbahn
Erste internationale Erfahrungen sammelte Zoltán Wahl im Jahr 2018, als er bei den U20-Weltmeisterschaften in Tampere mit der ungarischen 4-mal-100-Meter-Staffel mit 40,84 s im Vorlauf ausschied. 2022 startete er mit der 4-mal-400-Meter-Staffel bei den Europameisterschaften in München und verpasste dort mit 3:04,71 min den Finaleinzug. Im Jahr darauf wurde er bei der 2. Liga der Team-Europameisterschaft im Rahmen der Europaspiele in Chorzów in 20,92 s Erster im B-Rennen im 200-Meter-Lauf und wurde zudem in 3:17,42 min Fünfter in der Mixed-Staffel. Im August schied er bei den Weltmeisterschaften in Budapest mit 20,90 s in der ersten Runde über 200 Meter aus und verpasste mit der Mixed-Staffel mit 3:14,08 min den Finaleinzug. Zudem schied er auch mit der Männerstaffel mit 3:02,65 min im Vorlauf aus. 2024 schied er bei den Europameisterschaften in Rom mit 21,05 s in der ersten Runde über 200 Meter aus und kam im Vorlauf über 400 Meter nicht ins Ziel. Zudem belegte er mit der Staffel in 3:02,10 min den achten Platz. Im Jahr darauf gewann er mit der Staffel in 3:06,03 min gemeinsam mit Patrik Simon Enyingi, Árpád Kovács und Attila Molnár die Bronzemedaille hinter den Teams aus den Vereinigten Staaten und Jamaika. Im Juli schied er bei den World University Games in Bochum mit 21,20 s im Halbfinale über 200 Meter aus und belegte mit der Staffel in 3:04,55 min den vierten Platz.
2023 wurde Wahl ungarischer Meister im 200- und 400-Meter-Lauf im Freien. Zudem wurde er 2021 und 2024 Hallenmeister über 200 Meter.

## Persönliche Bestzeiten
- 200 Meter: 20,90 s (−0,2 m/s), 23. August 2023 in Budapest
  - 200 Meter (Halle): 21,28 s, 18. Februar 2024 in Nyíregyháza
- 400 Meter: 46,32 s, 7. Juli 2023 in Budapest
  - 400 Meter (Halle): 46,92 s, 22. Februar 2025 in Nyíregyháza